# Notholaena galapagensis
Notholaena galapagensis là một loài thực vật có mạch trong họ Adiantaceae. Loài này được Weath. & Svenson miêu tả khoa học đầu tiên năm 1938.